# Картер (округ, Кентуккі)
Шаблон:StateAbbr_ 38°20′ пн. ш. 83°03′ зх. д. / 38.33° пн. ш. 83.05° зх. д.
Округ  Картер (англ. Carter County) — округ (графство) у штаті  Кентуккі, США. Ідентифікатор округу 21043.

## Історія
Округ утворений 1838 року.

## Демографія
За даними перепису 
2000 року 
загальне населення округу становило 26889 осіб, зокрема міського населення було 4859, а сільського — 22030.
Серед мешканців округу чоловіків було 13163, а жінок — 13726. В окрузі було 10342 домогосподарства, 7741 родин, які мешкали в 11534 будинках.
Середній розмір родини становив 2,95.
Віковий розподіл населення поданий у таблиці:
| Стать    | До 15 років | 15-21 | 22-29 | 30-39 | 40-49 | 50-65 | 65-85 | Понад 85 |
| -------- | ----------- | ----- | ----- | ----- | ----- | ----- | ----- | -------- |
| Чоловіки | 2757        | 1485  | 1475  | 1877  | 1862  | 2272  | 1337  | 98       |
| Жінки    | 2689        | 1397  | 1437  | 2007  | 1919  | 2338  | 1660  | 279      |

## Суміжні округи
- Ґрінап — північний схід
- Бойд — схід
- Лоуренс — південний схід
- Елліотт — південь
- Роуен — південний захід
- Люїс — північний захід

## Виноски
1. ↑  U.S. Decennial Census. United States Census Bureau. Архів оригіналу за 12 квітня 2013. Процитовано 13 серпня 2014.
2. ↑  Historical Census Browser. University of Virginia Library. Архів оригіналу за 11 серпня 2012. Процитовано 13 серпня 2014.
3. ↑  Population of Counties by Decennial Census: 1900 to 1990. United States Census Bureau. Архів оригіналу за 13 жовтня 2014. Процитовано 13 серпня 2014.
4. ↑  Census 2000 PHC-T-4. Ranking Tables for Counties: 1990 and 2000 (PDF). United States Census Bureau. Архів оригіналу (PDF) за 18 грудня 2014. Процитовано 13 серпня 2014.
5. ↑  State & County QuickFacts. United States Census Bureau. Архів оригіналу за 6 серпня 2011. Процитовано 6 березня 2014.(англ.) Наведено за англійською вікіпедією.
6. ↑  American FactFinder. Бюро перепису населення США. Архів оригіналу за 29 липня 2011. Процитовано 31 січня 2008.

| США | Це незавершена стаття з географії США. Ви можете допомогти проєкту, виправивши або дописавши її. |